# Озеро Гала (национальный парк)
Озеро Гала — национальный парк в районах Ипсала и Энез ила Эдирне Турецкой Республики.

## История
В 1991 году территория в 23,69 км² была объявлена заповедником. В 2002 году Тракийский университет в Эдирне потребовал изменить категорию охраняемой природной зоны на национальный парк, аргументировав это загрязнением озёр на территории пестицидами и удобрениями, а также неконтролируемым рыболовством.
В 2005 году территория в 60,9 км² была объявлена национальным парком.
В феврале 2018 года около 10 тысяч фламинго зимовали на озере вместе с утками, гусями и лебедями-трубачами.

## География
На территории национального парка расположено два озера: Памуклу и Кючук-Гала. Ближайший город и административный центр одноимённого района — Энез — расположен приблизительно в восьми километрах от территории парка, город Ипсала — в 14 километрах.
Общая площадь парка составляет 60,9 км². Экосистема парка занимает 30,90 км², остальная территория (озёра и лес) — 30 км².
Национальный парк расположен в водно-болотном угодье.

## Флора и фауна
Национальный парк является местом обитания для множества видов растений и животных.
На территории парка обитает 45 тысяч птиц 163 различных видов, 46 из которых — зимующие, а 117 — перелётные (27 — зимние, 90 — летние). Лучшим временем для наблюдения за птицами в парке является апрель—май и сентябрь—октябрь.
В озёрах парка обитает 16 родов рыб, в том числе речной угорь, обыкновенный судак, сазан, щука, все они представляют собой ценность для рыбаков.